# 神歌 (THE MAD CAPSULE MARKET'Sの曲)
「神歌 KAMI-UTA」（かみうた）は、THE MAD CAPSULE MARKET'Sの曲。

## 背景
アルバム『PARK』（1994年）リリース後、同作がアメリカ合衆国でリリースされる事が決定し、また次作が同国にてミックスダウンする事になり、さらにサンフランシスコにて初の海外公演を行った。 
海外での活動意欲が増してきた上田剛士は、自らの音楽の多様性を前作で試し吹っ切れた事によって、自分の作りたい音楽に集中する機会に直面し、またライブ活動に意欲的になった事もありライブ向けの曲を意識した中で曲作りを模索していた。 
上田は「今自分がやりたいものだって言い切れるもの」としてアルバム『4 PLUGS』を作り上げ、本作が先行シングルとしてリリースされる事になった。
本作シングル発売時点では「神歌」または「神歌 KAMI-UTA」表記であったが、アルバム『4PLUGS』収録以降は、「神KAMI-UTA歌」表記が基本的に使用されている。

## 録音
レコーディングは1995年に川奈にあるサウンドスカイスタジオ、 青山にあるビクタースタジオにて行われた。 

## 音楽性
KYONOは本作を「『すごいの出来ちゃったな』って思った。やっぱ歌の乗り方も今までにないリズムで、しかも日本語で。ラップっぽさもあって、『ああ、こういう表現の仕方もあったんだな』って。内容も神秘的っていうかスピリチュアルな感じで。だからすごいソウルっていうか、大きなものが伝わってきた。TAKESHIがそん時一番やりたいことっていうのがすごく伝わってきて。もしかしたら一番それが出てる曲かもしんないな」と語っている。 
上田は「自分では全然分からなかったけど。とにかくどの曲も、その時自分が作りたいもの、興奮したものであるとか熱くなったフレーズであるとか、そういう自分の考えがカタチになってくから」と語っている。  

## リリース
1995年12月16日にビクターエンタテインメントのInvitationからシングルとしてリリースされた。 
なお、シングル盤には本作のみ収録されており、カップリング曲は存在しない。

## アートワーク
本作は8センチCDでリリースされているが、ケースは通常の12センチCD用のスリムケースが使用されている。また、歌詞カードは2つ折りになっていない1枚の紙となっており、イラストのみが描かれ、歌詞はCDの帯の裏面に記載される形となっている。

## ミュージック・ビデオ
ミュージック・ビデオが制作されている。内容は、覆面をした男の映像と、スタジオで演奏するメンバーの映像とで構成されている。この映像は1996年8月7日にビデオ『4 PLUGS -VIDEO-』に収録された。

## ライブ・パフォーマンス
リリース当時はライブでもスタジオ版と同様の演奏を行っていたが、後にかなりテンポアップした状態で演奏されるようになった。また、アルバム『4 PLUGS』以前の曲は1997年以降ライブで演奏される機会がほとんどなくなったが、本作のみはライブで頻繁に演奏されており、ライブアルバム『020120』（2002年）や、同名のライブビデオにも収録された。 

## シングル収録曲
| #  | タイトル          | 作詞            | 作曲            | 編曲                     | 時間 |
| -- | ----------------- | --------------- | --------------- | ------------------------ | ---- |
| 1. | 「神歌 KAMI-UTA」 | TAKESHI“￥”UEDA | TAKESHI“￥”UEDA | THE MAD CAPSULE MARKET'S | 3:17 |

## スタッフ・クレジット

### THE MAD CAPSULE MARKET'S
- KYONO - ボーカル
- ISHIG∀KI - ギター
- TAKESHI "￥" UEDA - ベース、バッキング・ボーカル
- MOTOKATSU - ドラムス

### スタッフ
- THE MAD CAPSULE MARKET'S - プロデュース
- ギャリー・スタウト - ミックス・エンジニア (THE PLANET RECORDING STUDIO)
- KONIYANG - レコーディング・エンジニア（サウンドスカイスタジオ）
- 木宮保雄（ユイ音楽工房） - A&R
- 関口明（ビクターエンターテインメント） - A&R
- 後藤由多加（ユイ音楽工房） - エグゼクティブ・プロデューサー
- むらきたかふみ（ビクターエンターテインメント） - エグゼクティブ・プロデューサー